# Yardley
Yardley – dzielnica miasta Birmingham, w Anglii, w West Midlands, w dystrykcie Birmingham. Leży 6,1 km od centrum miasta Birmingham i 159,4 km od Londynu. W 1911 roku civil parish liczyła 59 165 mieszkańców. Yardley jest wspomniana w Domesday Book (1086) jako Gerlei.